# Louis-Gilles Pairault
 (septembre 2024).
Pour les articles homonymes, voir Pairault.
Louis-Gilles Pairault est un archiviste, écrivain et historien français né le 28 août 1974 à Bayonne.

## Biographie
Louis-Gilles Pairault naît en 1974 à Bayonne.
Ancien élève du lycée Henri-IV à Paris, il est archiviste paléographe, et consacre sa thèse de l'École des chartes à Michel de Boteauville, poète français du XVe siècle. Il a séjourné comme coopérant à Malte (1996-1997). Son expérience de l'île lui a fourni la matière de son premier roman. Conservateur du patrimoine de la ville de Paris, il a exercé de 2001 à 2003 aux Archives de Paris. Après avoir dirigé les Archives municipales de Nice de 2003 à 2013, il a dirigé de 2013 à 2020[réf. nécessaire] les Archives départementales de la Charente-Maritime. Il est depuis 2020 conservateur du département des ressources historiques, documentaires et numériques au musée Carnavalet Histoire de Paris[réf. nécessaire]. En 2025, il est conservateur-archiviste à la Comédie française.
Il est l'auteur de plusieurs livres d'histoire et de fiction, essentiellement dans le domaine de la fiction historique.
Il a animé également plusieurs émissions radiophoniques culturelles (dont Chemins d'histoire, plus de 100 émissions réalisées de 2008 à 2011) sur RCF Côte d'Azur et RCF Charente-Maritime[réf. nécessaire].

## Publications

### Ouvrages
- La Charente-Maritime d'Antan, Paris, HC Editions, 2020
- La saga des Bourbons : Henry, roi de Navarre, La Geste, 2018 (ISBN 979-10-353-0073-9)
- Nice à travers la carte postale ancienne, Paris, HC Editions, 2017
- La Charente-Maritime, Paris, J.-P. Gisserot, 2016
- Le Saut des Français (roman historique), Rennes, Ouest-France, 2012
- Le choix des couleurs (précédé d'un dossier scientifique d'Alain Ruggiero), Nice (roman historique), Mémoires millénaires, 2010
- Nice de A à Z, Saint-Cyr-sur-Loire, Éditions Alan Sutton, 2010
- De l'abeille au ruban bleu : Nice de Garibaldi, Nice, Serre éditeur, 2008
- Nice d'Antan, Paris, HC Editions, 2013 (1re éd. 2005)
- Le Voyage de Malte (roman), Valbonne, L'Étoile du Sud, 2004Ouvrage sélectionné en 2005 pour le Prix du Livre Insulaire d'Ouessant et pour le Prix Ulysse

### Ouvrages en collaboration
- Libraires et imprimeurs protestants de la France atlantique, Presses universitaires de Rennes, 2020
- Claude-Vincent Polony, Histoire des services à la mer et dans les ports (mémoires d'un officier de marine négrier), La Geste, 2019
- Entre terres et mers : la Charente-Maritime dans la Grande Guerre, 1914-1918, La Geste, 2018
- Huguenots d'Aunis et de Saintonge, Paris, Les Indes Savantes et Le Croît Vif, 2017
- Journal d'un Rochelais sous l'Occupation : notes sur La Rochelle de Marcel Delafosse (1942-1945), La Geste, 2016
- Maires courage de La Rochelle, Saintes, Le Croît Vif, 2014
- Côte d'Azur plein ciel  (préf. Max Gallo), Nice, Mémoires Millénaires, 2011
- Nice, le guide, Nice, Mémoires Millénaires, 2011
- Inventaire analytique des séries anciennes des Archives de Nice (1176-1792)  (2 volumes), Nice, 2005-2006